# Vitalius buecherli
Vitalius buecherli là một loài nhện trong họ Theraphosidae.
Loài này thuộc chi Vitalius. Vitalius buecherli được miêu tả năm 2001 bởi Bertani.